# District de Mezőtúr
Le district de Mezőtúr (en hongrois : Mezőtúri járás) est un des 10 districts du comitat de Jász-Nagykun-Szolnok en Hongrie. Créé en 2013, il compte 27 798 habitants et rassemble 5 localités : 3 communes et 2 villes dont Mezőtúr, son chef-lieu.

## Localités
- Kétpó
- Mesterszállás
- Mezőhék
- Mezőtúr
- Túrkeve